# Гарцзе
31°37′23″ пн. ш. 99°59′34″ сх. д. / 31.6229368° пн. ш. 99.9926662° сх. д.
Гарцзе (кит. 甘孜县, пін. Gānzī Xiàn, трансліт. Garzê) — один із повітів КНР у складі Гарцзе-Тибетської автономної префектури, провінція Сичуань. Адміністративний центр — містечко Гарцзе.

## Географія
Гарцзе лежить у долині річки Ялунцзян на схід від хребта Чолашань — північного пасма гір Шалулішань (перепад висот у діапазоні від 3325 до 5688 метрів над рівнем моря).

### Клімат
Повіт знаходиться у зоні висотної поясності: одні його частини характеризуються вологим континентальним кліматом з теплим літом, тоді як інші — кліматом арктичних пустель. Найтепліший місяць — липень із середньою температурою 14,5 °C. Найхолодніший місяць — січень, із середньою температурою -3,5 °С.
| Клімат повіту Гарцзе                               | Клімат повіту Гарцзе | Клімат повіту Гарцзе | Клімат повіту Гарцзе | Клімат повіту Гарцзе | Клімат повіту Гарцзе | Клімат повіту Гарцзе | Клімат повіту Гарцзе | Клімат повіту Гарцзе | Клімат повіту Гарцзе | Клімат повіту Гарцзе | Клімат повіту Гарцзе | Клімат повіту Гарцзе | Клімат повіту Гарцзе |
| Показник                                           | Січ.                 | Лют.                 | Бер.                 | Квіт.                | Трав.                | Черв.                | Лип.                 | Серп.                | Вер.                 | Жовт.                | Лист.                | Груд.                | Рік                  |
| Середній максимум, °C                              | 6,3                  | 8,7                  | 11,6                 | 15,1                 | 18,7                 | 20,5                 | 21,6                 | 21,8                 | 19,8                 | 15,1                 | 10,6                 | 5,9                  | 14,7                 |
| Середня температура, °C                            | −3,5                 | −0,4                 | 3,2                  | 6,9                  | 10,9                 | 13,4                 | 14,5                 | 14,2                 | 11,8                 | 6,9                  | 0,9                  | −3,2                 | 6,3                  |
| Середній мінімум, °C                               | −10,5                | −7,2                 | −3,3                 | 0,3                  | 4,5                  | 8,1                  | 9,3                  | 8,8                  | 6,7                  | 1,5                  | −5,4                 | −10                  | 0,2                  |
| Норма опадів, мм                                   | 5                    | 9.9                  | 20.9                 | 36.4                 | 79                   | 139.3                | 121                  | 94.8                 | 104.4                | 52.1                 | 10.3                 | 3.4                  | 676.5                |
| Вологість повітря, %                               | 42                   | 43                   | 46                   | 51                   | 55                   | 65                   | 68                   | 67                   | 68                   | 64                   | 53                   | 47                   | 56                   |
| -------------------------------------------------- | -------------------- | -------------------- | -------------------- | -------------------- | -------------------- | -------------------- | -------------------- | -------------------- | -------------------- | -------------------- | -------------------- | -------------------- | -------------------- |
| Джерело: Дані метеостанції №56146 (КНР, 1991-2020) |                      |                      |                      |                      |                      |                      |                      |                      |                      |                      |                      |                      |                      |